# Ramesses X
Khepermaatre Ramesses X (còn được viết là Ramses và Rameses) (trị vì khoảng năm 1111 TCN - 1107 TCN) là vị vua thứ chín thuộc Vương triều thứ 20 của Ai Cập cổ đại. Tên lúc sinh của ông là Amonhirkhepeshef. Vương hiệu của ông khi lên ngôi là Khepermaatre, có nghĩa là "Công lý của Re trường tồn."
Ngày lên ngôi của ông rơi vào 1 prt 27 (tháng đầu tiên của mùa đông, ngày 27). Niên đại dài nhất được chứng thực của ông là năm 3. Ngày được chứng thực cao nhất dưới vương triều của ông có thể là một trong hai ngày hoặc là "năm thứ 3, tháng thứ hai của mùa Ngập lụt, ngày 2 " hoặc có thể "năm thứ 3, tháng 4 (không có ngày nào đó) ".
Kể từ lúc Ramesses XI lên ngôi vào 3 SMW 20 (tháng thứ ba của mùa hè, ngày 20), điều đó có nghĩa rằng Ramesses X phải còn sống vào một năm 4 chưa được chứng thực. Giả thuyết dựa thiên văn được Richard Parker đưa ra rằng Ramesses X có thể đã trị vì tới 9 năm đã bị bỏ qua. Tương tự như vậy, sự gán ghép gợi ý từ tranh vẽ trên tường Theban 1860a đến một năm giả định thứ 8 của Ramesses X  không còn được ủng hộ.
Các nhà Ai Cập học người Anh Aidan Dodson đã từng viết trong một cuốn sách năm 2004:
"Không có bằng chứng nào chỉ ra mối quan hệ giữa các vị vua cuối cùng như Ramesses IX, X và XI. Nếu họ là một chuỗi cha-con kế vị nhau thì Tyti, người mang danh hiệu của con gái của đức vua, vợ của đức vua và mẹ của đức vua, dường như [sẽ là] một ứng cử viên tốt cho vai trò vợ của Ramesses X. "
Tuy nhiên, giả thuyết của Dodson cho vai trò của Tyti của bây giờ đã phải loại bỏ vì theo nghiên cứu trong năm 2010 cho thấy rằng Tyti giống như là một nữ hoàng của một vương triều pharaon thứ 20 trước đó hơn. Bà được đề cập trong một số phần của tờ giấy papyrus Harris là vợ của Ramesses III như chính Dodson thừa nhận.
Ramesses X là một vị vua ít được ghi nhận lại trong lịch sử. Năm thứ hai của ông được chứng thực bởi tờ giấy Papyrus Turin 1932 + 1939 trong khi năm thứ ba của ông được ghi lại trong các ghi chép nghĩa địa của những người thợ ở Deir El Medina. nhật ký này đề cập đến sự biếng nhác chung của những người thợ nghĩa địa, ít nhất một phần là do các mối đe dọa gây ra bởi những kẻ cướp người Libya trong Thung lũng các vị vua. Nó ghi lại rằng những người thợ Deir El-Medina đã phải nghỉ việc vào năm thứ 3 IIIrd Tháng Peret (tức là: mùa đông) ngày 6, 9, 11, 12, 18, 21 và 24 vì sợ "những cư dân sa mạc" (tức là người Libya hoặc Meshwesh), những người rõ ràng là đã băng qua Thượng Ai Cập và Thebes một cách tự do  Đây chỉ là một phần trong dòng người Libya đông đảo đã tràn vào khu vực phía Tây châu thổ sông Nile ở Hạ Ai Cập vào thời gian này. Ramesses X cũng là vị vua cuối cùng của thời kỳ Tân Vương quốc đã cai trị Nubia mà còn được chứng thực từ một dòng chữ ở Aniba.
Ngôi mộ KV18 của ông trong thung lũng các vị vua đã bị bỏ dở và điều không chắc chắn đó là liệu ông đã từng được mai táng ở đây hay không bởi vì không có bất cứ hài cốt nào hoặc các mảnh vỡ của các đồ tùy táng nào đã được phát hiện bên trong ngôi mộ này.

## Chú thích

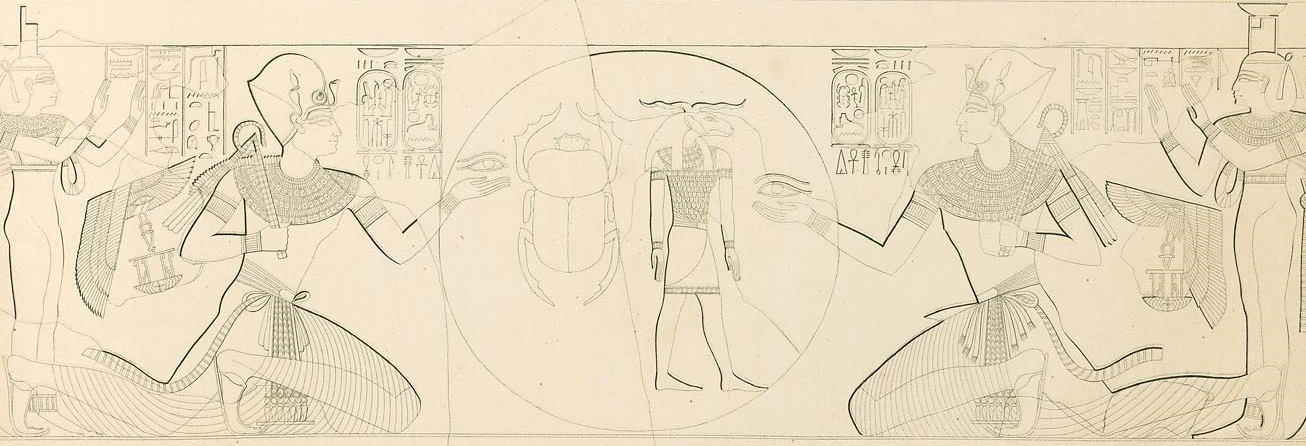
Rsmesses X (left and right) from KV18 in a reconstruction by Karl Richard Lepsius